# Centaurea ghahramanii
Centaurea ghahramanii — вид квіткових рослин айстрових (Asteraceae). Ендемік пд.-зх. Ірану.